# Thymus perinicus
Thymus perinicus — вид рослин родини глухокропивові (Lamiaceae), поширений у Болгарії, Сербії, Македонії.

## Опис
Багаторічна пухнаста рослина з довгими, повзучими стеблами. Квіткові стебла висхідні, червонуваті, короткошерсті. Листки довжиною 4–6 мм, шириною 0.7–1.1 мм, довгасті, еліптичні, волосаті з обох сторін. Чашечка завдовжки 3–4 мм, червонувата. Віночок завдовжки 4–7 мм, червонувато-пурпуровий. Горішки еліптичні, темно-коричневі.

## Поширення
Поширений у Болгарії, Сербії, Македонії.